# Rally de Montecarlo de 1932
El Rally de Montecarlo de 1932 fue la 11º edición y se celebró en el mes de enero de ese año. En la prueba se inscribieron 118 pilotos de los que tomaron la salida 93 y sólo 64 terminaron. El vencedor fue el francés Maurice Vasselle a bordo de un Hotchkiss AM 2.

## Clasificación general
| Pos. | Piloto                | Automóvil          |
| ---- | --------------------- | ------------------ |
| 1.   | Maurice Vaselle       | Hotchkiss AM 2     |
| 2.   | Donald M. Healey      | Invicta            |
| 3.   | Boris Ivanovsky       | Ford               |
| 4.   | Willy Escher          | Bugatti            |
| 5.   | Mathiesen             | Citroën            |
| 6.   | Marc Chauvierre       | Chenard et Walcker |
| 7.   | Laury Schell          | Bugatti            |
| 8.   | Alexandra Lindh       | Hudson             |
| 9.   | Louis Chiron          | Bugatti 50         |
| 10.  | Alexandru C. Berlescu | Chrysler           |